# Stéphane Brosse
Stéphane Brosse (Le Pont-de-Beauvoisin, 20 d'octubre de 1971 - Agulla d'Argentière, 17 de juny de 2012) era un esquiador de muntanya francès.

## Biografia
Nascut a la Savoia, Brosse va iniciar-se en l'esquí de muntanya l'any 1990 i va competir per primer cop a la cursa Miage Contamines Somfy de 1995. L'any següent va entrar a l'equip nacional francès d'esquí de muntanya, i amb Pierre Gignoux va establir el rècord de la cursa del Mont Blanc fins al 30 de maig de 2003. La parella d'esquiadors va necessitar 5 hores, 15 minutes i 47 segons per fer la cursa, dedicant aproximadament 4 hores i 7 minuts per coronar la muntanya, i una hora i set minuts pel descens. Des de 2003, junt amb Lionel Bonnel, ostentava el rècord de l'Haute Route, que uneix Chamonix i Zermatt, establert en 21 hores i 11 minuts.
Stéphane Brosse morí el 17 de juny de 2012 mentre creuava l'Agulla d'Argentière, al Massís del Mont Blanc. Una cornisa de neu va col·lapsar sota els seus peus, i Brosse va patir una caiguda fatal d'entre 600 i 700 metres. L'acompanyaven en la travessa Kílian Jornet i Burgada, Sébastien Montaz-Rosset i Bastien Fleury. Brosse vivia a Annecy, i tenia 40 anys.